# 토니 아코스타
토니 아코스타(Toni Acosta, 1972년 4월 10일 ~ )는 스페인의 배우이다.

## 출연 작품
- 파더 데어 이즈 온리 원 (2019)
- 브레드레스 타임 (2015)
- 마이 빅 나이트 (2015)
- 세븐 미니츠 (2009)
- 라이트 오브 선데이 (2007)